# Frits Böttcher

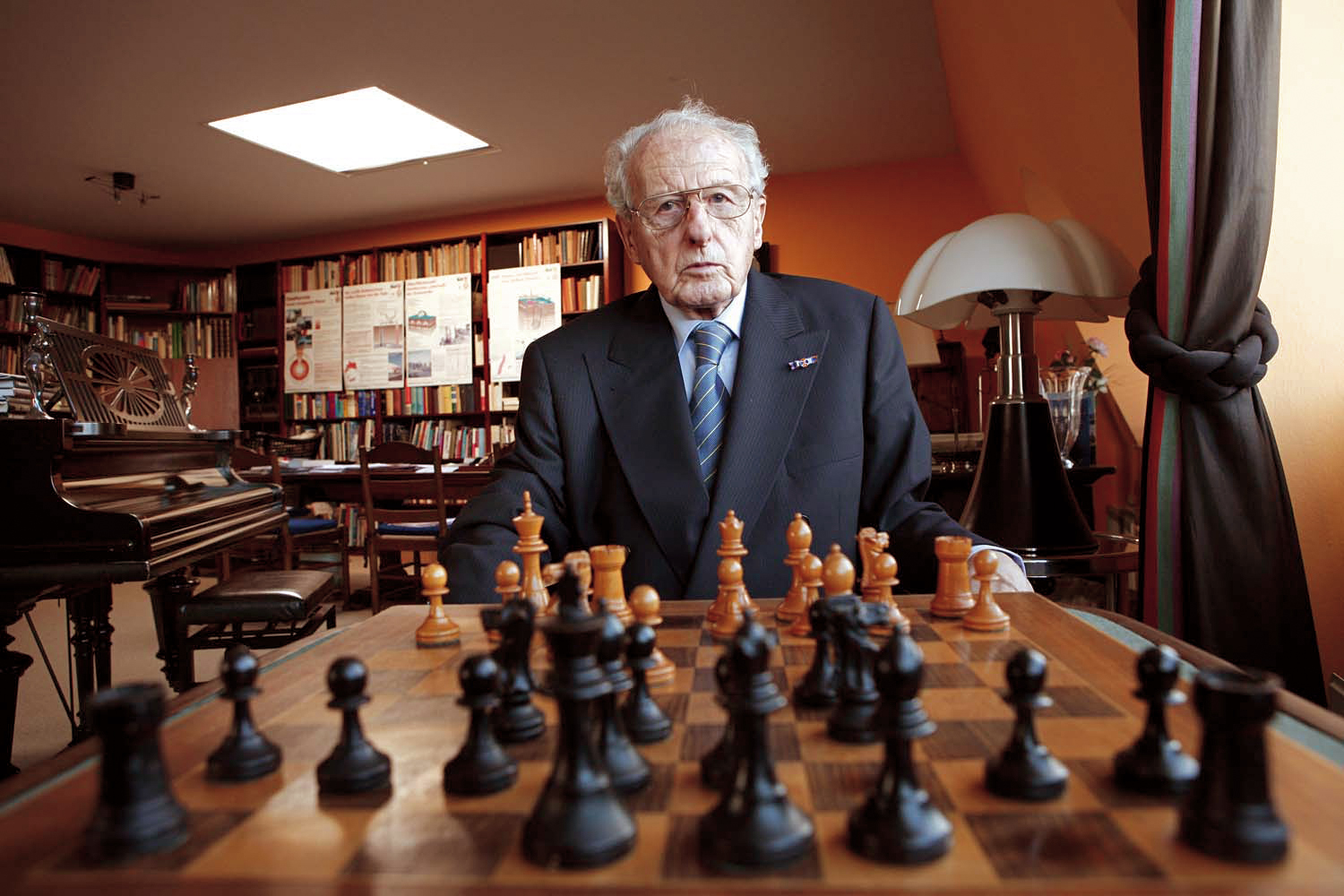
Frits Böttcher im Jahre 2007, Fotografie von Wiebe Kiestra

Frits Böttcher (eigentlich Carl Johan Friedrich Böttcher; * 17. Oktober 1915 in Rotterdam; † 23. November 2008 in Den Haag) war ein niederländischer Chemiker.
Böttcher war Gründungs- und Ehrenmitglied des Club of Rome. Später war er vor allem für das Bestreiten des menschengemachten Klimawandels wie auch des Treibhauseffektes bekannt.

## Karriere
Böttcher studierte von 1932 bis 1938 Chemie an der Universität Leiden. 1940 legte er De diëlectische constante van vloeistoffen als Doktorarbeit vor. Er wurde 1947 Professor für Physikochemie. 1966 war er Vorsitzender der WRR und 1968 Gründungsmitglied des Club of Rome. Böttcher half 1972 bei der Veröffentlichung von The Limits to Growth und gründete 1976 das Global Institute for the Study of Natural Resources (übersetzt weltweites Institut zum Studium natürlicher Ressourcen). 1980 beendete er seinen Dienst in Leiden und ging in den Ruhestand, in dem er 1986 zum Ehrenmitglied des Club of Rome ernannt wurde und 1994 das European Science and Environment Forum gründete.
Böttcher war viele Jahre Berater von Shell.

## Organisierte Klimaskepsis
Im Ruhestand trat Böttcher, der nie Klimaforschung betrieben hatte, öffentlich als sogenannter „Klimaskeptiker“ auf; er wurde auch als „Pate der niederländischen Klimaskepsis“ bezeichnet. Böttcher bestritt die Existenz des Treibhauseffektes, den er als „Mythos“ bezeichnete. Seine Position veröffentlichte er in verschiedenen Artikeln und Meinungsbeiträgen. 2020 berichteten Medien über eine investigative Recherche zu seinen Einnahmen, die unter anderem in der niederländischen Zeitung de Volkskrant erschien. Demnach erhielt Böttcher im Zeitraum 1989–1998 mehr als eine Million niederländischer Gulden (ca. 450.000 Euro) von Dutzenden unterschiedlicher Unternehmen, um in der Öffentlichkeit Zweifel an der Existenz des menschengemachten Klimawandels zu säen. Zu den bedeutendsten Unternehmen, die Böttchers „Klimaskepsis“ finanzierten, zählten demnach der Ölkonzern Shell, die Fluggesellschaft KLM, der deutsche Industrie- und Stahlkonzern Thyssenkrupp sowie die niederländische Großbank ING. Manche der Unternehmen gaben an, die Vorwürfe nicht nachprüfen oder bestätigen zu können, da sie hierfür zu lange zurücklägen.
Laut dem Klimawissenschaftler Pier Vellinga war Böttcher maßgeblich daran beteiligt, die Klimapolitik der Niederlande in den 1990er-Jahren zu verzögern. Die Wirkung seiner Veröffentlichungen hätte bis ganz nach oben in das Wirtschaftsministerium gereicht.

## Schachkomposition
Böttcher war auch ein Liebhaber der Schachkomposition. Als solcher schuf er zwischen 1934 und 1942 20 Schachstudien und war 1988 Gründungsmitglied von ARVES.

## Werke (Auswahl)
- De diëlectrische constante van vloeistoffen. Luctor et Emergo, 1940
- Chemische Aspekte der Atherosklerose, mit M. Schneider. Westdeutscher Verlag, 1966
- Aspekte der chemischen und toxikologischen Beschaffenheit der Umwelt. Forum für Wissenschaft, Wirtschaft und Politik e. V., 1969
- Science and fiction of the greenhouse effect and carbon dioxide. The Global Institute for the Study of Natural Resources, 1992, ISBN 90-801436-1-8
- CO2, Klimabedrohung oder Politik?, mit H. Metzner. Paul Haupt, 1994, ISBN 3-258-05037-6